# Colony Wars: Red Sun
Pour les articles homonymes, voir Colony Wars (homonymie).
Colony Wars: Red Sun, appelé Colony Wars III: Red Sun aux États-Unis, est un jeu vidéo de combat spatial développé par Psygnosis, sorti en 2000 sur PlayStation.
Il s'agit du troisième et dernier opus de la série Colony Wars.

## Synopsis
Valdemar, modeste mineur travaillant sur une lune dans le système stellaire Magenta, est possédé au cours d'une nuit agitée par un étrange globe blanc lumineux apparemment constitué d'énergie. Durant son sommeil, celui-ci se révèle être une interface dirigée par un mystérieux général, venu l'informer que la bataille finale entre la Ligue des Mondes Libres et la Flotte Coloniale est sur le point d'éclater, mais ne sera pas décisive quant au sort de l'humanité, et que la menace réelle provient d'un vaisseau spatial baptisé "Red Sun". Choqué par son rêve, Valdemar démissionne alors de son poste de mineur, et se lance en quête de la vérité.

## Système de jeu
Colony Wars: Red Sun reprend peu ou prou le même système que ses ainés, mais avec quelques différences notables quant à la manière de jouer. Cette fois, le protagoniste n'est affilié ni à la Ligue, ni à la Flotte, mais opère à la manière d'un chasseur de primes répondant aux appels d'offres de divers clients en échange d'une certaine somme d'argent, celle-ci pouvant varier en fonction du degré de réussite des objectifs assignés. Le système d'arborescence des missions a été supprimé, la réussite et l'échec n'étant plus des facteurs déterminant l'évolution de celles à venir. Certaines sont obligatoires afin de respecter la trame scénaristique principale, les autres demeurent secondaires et permettent uniquement d'engranger de l'argent et de monter en grade, afin de débloquer armes et vaisseaux supplémentaires, qui seront accessibles progressivement en fonction de l'évolution du joueur. Entre chaque mission, il est possible d'acheter des armes, de l'équipement et des vaisseaux plus performants, certains éléments devant impérativement être acquis afin de mener à bien certains objectifs spécifiques.
L'univers du jeu ne tourne plus seulement autour de la Ligue et de la Flotte, mais développe de manière bien plus étendue les différentes relations entre les nombreuses races, espèces vivantes et corporations peuplant les divers systèmes stellaires que le joueur est amené à traverser au cours de son périple, alors que ces éléments étaient absents ou très peu mentionnés au cours des deux précédents épisodes (aucune allusion à une civilisation extraterrestre lors des événements relatifs au premier Colony Wars, une seule race alienne belliqueuse et à l'identité demeurant mal connue, vraisemblablement différente de la trame de Red Sun au cours de l'aventure de Colony Wars: Vengeance, ainsi que quelques rares formes de vie inconnues). Cet enrichissement scénaristique s'est néanmoins opéré au détriment de la tonalité sérieuse voire dramatique inhérente à Colony Wars, certains éléments s'inscrivant au sein d'une logique caricaturale, à l'instar de la société Unisoft dirigée par Bill Kane, parodie évidente de Microsoft et de Bill Gates. Une légèreté pouvant rebuter certains joueurs, familiarisés à un contexte n'admettant habituellement aucun écart de ce genre. Outre les missions conventionnelles dans l'espace et en atmosphère, le joueur devra parfois s'aventurer dans le subespace, un endroit où les lois de la physique diffèrent quelque peu de l'espace conventionnel et où la plupart des vaisseaux spatiaux tendent à surchauffer rapidement de manière critique. Le moteur du jeu profite également de quelques améliorations permettant d'afficher un nombre plus important d'éléments à l'écran et de nettes optimisations visuelles, au détriment d'une légère chute du framerate global.